# 다즐링 주식회사
《다즐링 주식회사》(The Darjeeling Limited)은 2007년에 제작된 웨스 앤더슨 감독의 코미디 드라마 장르의 영화로, 오언 윌슨, 에이드리언 브로디, 제이슨 슈워츠먼이 주연으로 출연하였다. 또한 와리스 알루와리아, 아마라 카렌, 바르베 슈뢰더, 앤젤리카 휴스턴, 나탈리 포트만, 카밀라 루더포드, 이르판 칸, 빌 머리 등이 카메오 출연하였다. 원제 The Darjeeling Limited는 '다즐링 특급열차'라고 해석되는 것이 옳다.

## 출연
- 오언 윌슨 - 프랜시스 휘트먼
- 에이드리언 브로디 - 피터 휘트먼
- 제이슨 슈워츠먼 - 잭 휘트먼
- 앤젤리카 휴스턴 - 패트리샤 휘트먼 수녀
- 와리스 알루와리아 - 역장
- 아마라 카렌 - 리타
- 나탈리 포트만 - 잭의 전 여친
- 월리스 우로다스키 - 브랜던
- 빌 머리 - 사업가
- 카밀라 루더포드 - 앨리스 휘트먼
- 바르베 슈뢰더 - 자동차 정비공
- 이르판 칸 - 죽은 인도 소년의 아버지